# Jour du souvenir (Okinawa)
Le jour du souvenir (慰霊の日, irei no hi) est une journée commémorative célébrée dans la préfecture d’Okinawa au Japon le 23 juin. Il s’agit d’une journée dédiée au souvenir des personnes décédées pendant la bataille d’Okinawa lors de la Seconde Guerre mondiale,. La préfecture d’Okinawa et ses différentes municipalités considèrent le jour comme férié.

## Historique
En 1961, seize ans après la fin de la Seconde Guerre mondiale, l’association pour la mémoire des morts de la bataille d'Okinawa (沖縄戦没者慰霊奉賛会) pétitionne le gouvernement des îles Ryūkyū pour la création d’un « jour du souvenir des morts de la guerre » (戦没者慰霊の日). Concernant le choix de la date, la demande mentionne que « le lieutenant-général Mitsuru Ushijima, commandant de la trente-deuxième armée, et le chef d’état-major Isamu Chō se sont suicidés le 23 juin 1945, entraînant la chute du quartier général de l’armée impériale japonaise, la fin de la lutte défensive des forces japonaises sur Okinawa et leur capitulation ».
L’assemblée législative du gouvernement des îles Ryūkyū entérine cette demande dans la « loi concernant les jours fériés de la population » (住民の祝祭日に関する立法])  et instaure le « jour du souvenir », non pas le 23 mais le 22 juin, privilégiant la théorie selon laquelle Ushijima et Chō se sont suicidés le 22 juin et non le 23.
La « loi concernant les jours fériés de la population » est promulguée le 24 juillet, instaurant également les autres jours fériés du gouvernement des îles Ryūkyū,.
En mars 1965, lors de la vingt-huitième assemblée législative, une proposition d’amendement de la « loi concernant les jours fériés de la population » est examinée pour modifier le jour du souvenir au 23 juin, se basant sur d'autres documents historiques qui placent le suicide des dirigeants de l’armée japonaise sur Okinawa à cette date,.
Après la rétrocession d’Okinawa (ja), l’« ordonnance établissant le jour du souvenir d’Okinawa » (沖縄県慰霊の日を定める条例) de 1974 précise que « le fait historique que notre préfecture a, lors de la Seconde Guerre mondiale, perdu un grand nombre de vies, de biens et de patrimoine culturel est à prendre avec le plus grand sérieux, et afin de s’assurer que les horreurs de la guerre ne se reproduisent pas, afin d’obtenir une paix éternelle qui est le plus grand désir de l’humanité et afin de réconforter les âmes des personnes qui sont décédées pendant la guerre », le 23 juin est instauré comme « jour du souvenir »,.
Par la suite, la « veillée du service commémoratif pour tous les morts de la guerre » (全戦没者追悼式の前夜祭) et la « grande procession de réconfort pour la paix » (平和祈願慰霊大行進) qui se déroule le matin même de la cérémonie commémorative sont ajoutés à l’événement.
Dans un discours d’août 1981, le prince héritier au trône du chrysanthème Akihito déclare qu’il y a quatre jours que le Japon ne doit jamais oublier : « le jour de la capitulation, le jour du bombardement atomique d’Hiroshima, le jour du bombardement atomique de Nagasaki et la fin de la bataille d’Okinawa le 23 juin ». Ces quatre jours sont présentés sur le site web de l’agence impériale sous le nom des « quatre jours à ne jamais oublier » afin d'être transmis aux futurs empereurs.

## Date choisie
La date choisie est celle de la fin de la bataille d’Okinawa. Le gouvernement des îles Ryūkyū a modifié la date du 22 juin au 23 juin en 1965. La bataille d’Okinawa débute officiellement le 1er avril 1945 avec le débarquement des troupes américaines sur l’île d’Okinawa et il est généralement admis qu’elle se termine le jour du suicide du commandant de la trente-deuxième armée japonaise, Mitsuru Ushijima. Ce jour est soit le 22 juin 1945, soit le 23. Aucune n’a été validée avec certitude, mais il a été décidé que le jour du souvenir se situerait le 23 juin.
Cependant, le choix de cet événement comme fin officielle de la bataille d’Okinawa est sujet à polémique : un grand nombre de troupes, inconscientes de la disparition de leur commandement, ont continué à se battre longtemps après. La ville d’Okinawa, bien que reconnaissant le jour du souvenir comme un jour férié, a instauré un « jour de la paix des citoyens de la ville d’Okinawa » (沖縄市民平和の日) le 7 septembre, qui est le jour de la signature de la reddition de l’armée japonaise. Il s’agit d’un jour commémoratif qui n’est pas férié.

## Jour férié

### Historique
Avant la rétrocession d’Okinawa au Japon en 1972, le jour du souvenir est un jour férié du gouvernement des îles Ryūkyu établi légalement en 1961. 
Avec la rétrocession au Japon, les jours fériés de la préfecture d’Okinawa s’alignent sur ceux du Japon et les lois du gouvernement des îles Ryūkyū sont abrogées, dont celle concernant l’établissement du jour du souvenir comme un jour férié. 
En conséquence, en 1974, la préfecture d’Okinawa vote une ordonnance (ordonnance no 42 du 21 octobre 1974) pour établir le « jour du souvenir d’Okinawa » le 23 juin.
En 1991, la préfecture d’Okinawa et chaque municipalité, se basant sur la « loi sur les jours fériés » figurant dans la « loi sur l’autonomie locale » no 4-2, paragraphe 2 alinea 3 instaure le jour du souvenir comme un jour chômé pour leurs institutions. 

### Adoption
Actuellement le jour du souvenir est un jour chômé pour les organismes dépendants de la préfecture d’Okinawa (préfecture, écoles, hôpitaux, etc.) ou des municipalités de la préfecture (mairies, écoles, hôpitaux, etc.).
La loi prévoit d’en faire un jour férié pour les organismes dépendant des « organismes d’autorité locale », mais n’implique pas de « jour chômé de remplacement » lorsque le jour du souvenir tombe un dimanche. Certains organismes accordent toutefois ce jour chômé de remplacement lorsque c’est le cas.
Le jour du souvenir n’est pas inclus dans les « jours fériés » mentionnés sur les panneaux de signalisation routière qui dépendent de la législation nationale uniquement.
Les institutions nationales situées dans la préfecture d’Okinawa (dont les tribunaux), les entreprises privées, les écoles privées et les hôpitaux privés sont libres de décider individuellement d’en faire un jour chômé ou travaillé. 
L’université des Ryūkyū, université nationale, et l’université internationale d'Okinawa, université privée, bien que non concernées par la législation locale, font du jour du souvenir un jour chômé. 
Les institutions financières, qui fonctionnent généralement selon les standards nationaux, n’incluent pas le jour du souvenir dans leurs jours chômés.
Les services de transport peuvent assurer un service de jour de semaine ou de jour férié, certaines compagnies modifiant le parcours de leurs bus en raison de la fermeture des écoles et institutions publiques.

### Dispute pour la suppression du jour férié
L’augmentation des entreprises proposant deux jours chômés par semaine à partir des années 1980 a entraîné une réforme de la « loi sur les normes du travail » no 32 en 1988, et une révision de la « loi sur l’autonomie locale ». Afin d’harmoniser les jours fériés avec l’ensemble du Japon, une proposition de loi a été déposée le 22 juin 1989 à l’assemblée préfectorale d’Okinawa pour « l’abrogation du jour du souvenir en tant que jour férié »,. Cette proposition de loi est abondement discutée dans la presse locale, qui souligne que l’abrogation du jour du souvenir comme jour chômé « empêcherait les familles de participer aux cérémonies de commémoration ou aux manifestations pour la paix », « nierait les particularités régionales, piétinant la culture locale ». De nombreux organismes, dont le syndicat des fonctionnaires de la préfecture d’Okinawa, l’association des enseignants de la préfecture d’Okinawa, l’association des familles de victimes, de nombreux professeurs d’université engagés dans la promotion de la paix et de nombreux avocats ou membres de professions juridiques, ont fait valoir leur opposition à cette abrogation, avec l’organisation de nombreux symposiums dans toute la préfecture. 
Bien que le gouverneur Junji Nishime tente de maintenir la loi d’abrogation, de nombreux membres de l’assemblée préfectorale se prononcent pour le maintien du jour férié et la loi ne parvient pas à être votée. En 1990, pour la première fois, l’assemblée préfectorale d’Okinawa menace de faire usage de son droit de retirer les lois proposées par le gouverneur, mais Nishime persiste à refuser de retirer sa demande d’abrogation. La même année, le Premier ministre japonais (Toshiki Kaifu) participe pour la première fois au service commémoratif pour tous les morts de la bataille d’Okinawa et se déclare favorable au maintien du jour du souvenir comme jour férié pour la préfecture d’Okinawa, ce qui entraîne le retrait de sa demande d’abrogation par Nishime. 
En novembre de la même année, Nishime se représente au poste de gouverneur d’Okinawa et est défait par Masahide Ōta, professeur émérite de l’université des Ryūkyū. L’année suivante, le jour du souvenir d’Okinawa est confirmé comme jour férié dans le cadre de la nouvelle « loi sur l’autonomie locale » no 4-2, paragraphe 1 et no 4-3 pour les institutions dépendantes de la préfecture d’Okinawa et des municipalités de la préfecture d’Okinawa. La plupart des entreprises okinawaïennes considèrent le jour du souvenir comme un jour férié, alors que les entreprises dont le siège est basé au Japon le considèrent comme un jour travaillé.

## Service commémoratif pour tous les morts de la bataille d’Okinawa

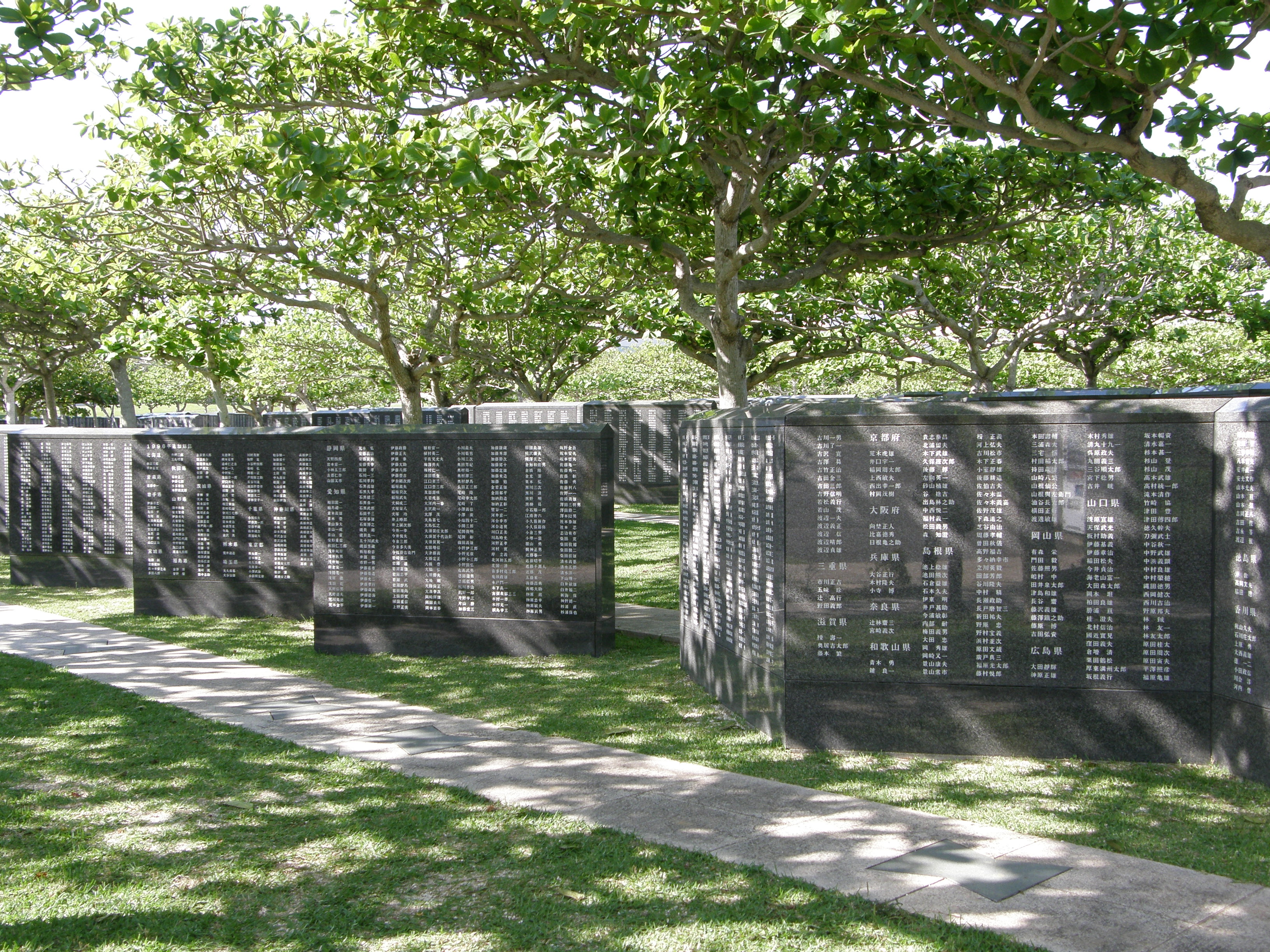
Pierre angulaire de la paix dans le parc quasi national d'Okinawa Senseki.

Le service commémoratif pour tous les morts de la bataille d’Okinawa (沖縄全戦没者追悼式) se déroule chaque année le 23 juin dans le parc quasi national d'Okinawa Senseki à Mabuni (Itoman). Il s’agit d’une cérémonie pour le réconfort des âmes des victimes de la bataille d’Okinawa. 

### Présentation
À partir de 1962, l’année suivant l’instauration du jour du souvenir d’Okinawa comme un jour férié, le gouvernement des îles Ryūkyū organise une cérémonie du souvenir sur la colline de Mabuni dans le Parc du mémorial de la Paix d’Okinawa (沖縄平和祈念公園) avec la participation de chaque municipalité, de l’association des familles de victimes d’Okinawa (沖縄遺族連合会), l’association pour la mémoire des morts de la bataille d'Okinawa, l’association des rapatriés d’Okinawa (沖縄外地引揚者協会), l’association des invalides de guerre d’Okinawa (沖縄傷痍軍人会), de chaque organe de presse écrite de la préfecture et des chaînes de radio et de télévision locales.

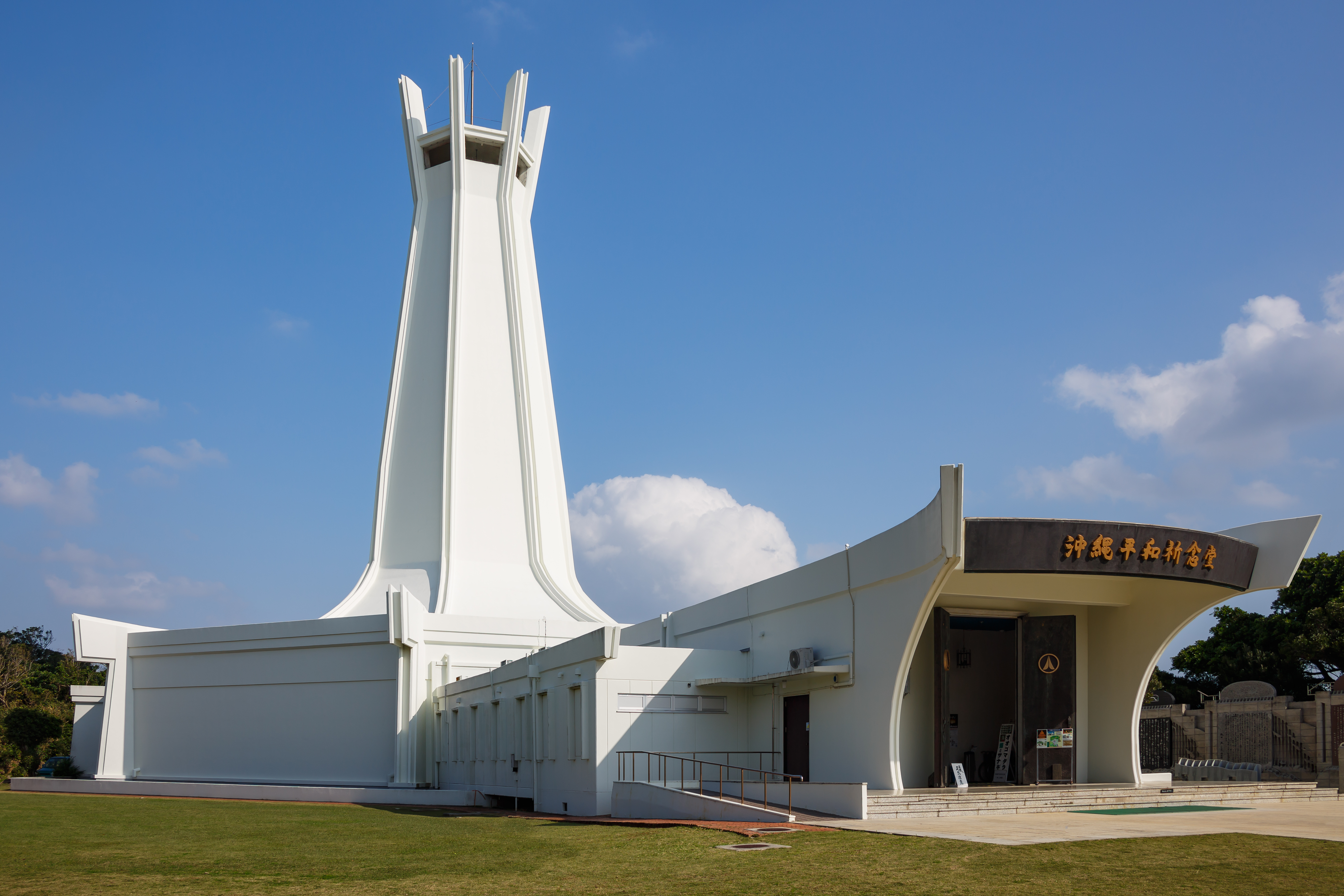
Mémorial de la paix d’Okinawa.

La cérémonie a ensuite été déplacée dans le mémorial de la paix d’Okinawa (沖縄平和祈念堂), inauguré le 1er octobre 1978 dans le parc du même nom.
Le jour du service commémoratif, l’entrée du musée préfectoral mémorial de la paix d'Okinawa et celle du musée de la Paix Himeyuri sont gratuites.

### Déroulement de la cérémonie
La cérémonie se déroule selon le programme suivant :
1. Discours d’ouverture par le gouverneur adjoint d’Okinawa
2. Discours pour la cérémonie par le président de l’assemblée préfectorale d’Okinawa
3. Minute de silence (à midi, marquée par le déclenchement des sirènes d'alerte dans toute la préfecture)
4. Mots de condoléances par le président de l’association des familles de victimes d’Okinawa
5. Offrande de fleurs par tous les officiels présents
6. Déclaration de paix par le gouverneur d’Okinawa
7. Lecture du poème de la paix par son auteur (élève dans une des écoles de la préfecture)
8. Discours par les invités (premier ministre japonais, président de la chambre des représentants, président de la chambre des conseillers)
9. Discours de clôture par le gouverneur adjoint d’Okinawa

### Retransmission

#### Retransmission télévisée
Lors d’un discours en août 1981, le prince héritier Akihito a exprimé un sentiment de malaise concernant le traitement médiatique de la cérémonie, qui n’était pas retransmise sur les chaînes nationales.
Le service commémoratif pour tous les morts de la bataille d’Okinawa a été retransmis en direct par la branche locale de la NHK, NHK Okinawa, jusqu’en 2007. Depuis 2008, la cérémonie est partiellement retransmise en directe sur la chaîne nationale, à la suite du journal de midi. 
La plupart des chaînes privées locales proposent une retransmission partielle en direct ou une retransmission intégrale en direct sur Internet.
- NHK : direct partiel
- Ryūkyū Broadcasting Corporation (RBC) (en): direct partiel
- Okinawa Television (OTV) (en) : direct partiel, direct complet sur leur chaîne Youtube
- Ryukyu Asahi Broadcasting (QAB) (en) : direct partiel
- NTV News24 (en) : direct partiel, cette chaîne n’est pas diffusée dans la préfecture d’Okinawa

#### Retransmission radiophonique
- NHK Radio 1 (en) : retransmission partielle en direct de 12:20 à 13:00
- RBC iRadio : retransmission partielle en direct à partir de 11:55 (inclut la minute de silence)

### Chronologie
- 1967 : Alors qu’Okinawa est toujours sous domination américaine, participation de cinq membres de la chambre des représentants (Takeo Kimura, Yoshio Katsuzawa, Ryōichi Oriono, Akira Nakano et Keishi Yasui)  et quatre membres de la chambre des conseillers du Japon (Masatoshi Tokunaga, Yoichi Yamato, Junpachi Hōjō et Shigeo Fujimoto).
- 1990 : première participation d’un Premier ministre du Japon (Toshiki Kaifu)[4]. Le Premier ministre du Japon est généralement présent à la cérémonie à partir de cette date.
- 2003 : le Premier ministre Jun'ichirō Koizumi, bien que présent sur Okinawa, ne participe pas à la procession.
- 2020 : le 10 avril 2020, le gouverneur d’Okinawa Denny Tamaki annonce que la cérémonie sera écourtée en raison de la pandémie de Covid-19. Le 15 mai, il annonce que seuls le gouverneur, le président de l’assemblée préfectorale et les représentants des familles de victimes qui résident dans la préfecture d’Okinawa participeront à la cérémonie, soit un total de cent soixante personnes au lieu de cinq mille. La cérémonie est également écourtée à 10 minutes[21]. Le premier ministre japonais Shinzō Abe ne participe pas à la cérémonie[22].

### Polémiques concernant la cérémonie
Lors de la cérémonie de 2015, le premier ministre japonais Shinzō Abe est hué lors de son discours. Il est également hué lors de sa participation aux cérémonies commémoratives de Nagasaki (6 août et Hiroshima (9 août) de la même année. Ces protestations se répètent jusqu’en 2019,.
La cérémonie de 2020, réduite à la suite de la pandémie de Covid-19, devait se tenir au cimetière national des personnes tombées au champs d’honneur d’Okinawa (国立沖縄戦没者墓苑) , qui se situe également dans le Parc du mémorial de la Paix d’Okinawa. De nombreux historiens expriment dans les journaux locaux le malaise qu’il y a à transférer la cérémonie d’un lieu pacifiste destiné à la mémoire de toutes les victimes de la bataille d’Okinawa à un lieu qui « glorifie la mort de soldats pour leur pays », arguant qu’il s’agit d’une ratification du sacrifice des citoyens « pour l’empereur et la patrie »,. Une Association des citoyens de la préfecture pour réfléchir à la manière dont le service commémoratif pour tous les morts de la bataille d’Okinawa doit se dérouler (沖縄全戦没者追悼式のあり方を考える県民の会) est créée sous l’impulsion de Masaie Ishihara (石原昌家), professeur émérite de l’université internationale d’Okinawa et membre du comité de supervision du musée préfectoral mémorial de la paix d’Okinawa, regroupant de nombreux enseignants, artistes et écrivains,. Trois jours plus tard, la préfecture annonce que la cérémonie se tiendra au mémorial de la paix comme les autres années,,.

## Miscellanées
En 2016, la période électorale de la vingt-quatrième élection pour la chambre des conseillers devait débuter le 23 juin mais a été avancée au 22 juin pour ne pas débuter le jour du souvenir. La période électorale de la vingt-sixième élection en 2022 a été avancée au 22 juin pour les mêmes raisons.